# Курт фон Ольшевський
Курт Александер Євген Серафим фон Ольшевський (нім. Kurt Alexander Eugen Seraphim von Olszewski; 18 серпня 1860, Кенігсберг — 15 грудня 1937, Щецин) — прусський генерал-майор.

## Біографія

### Життєпис
Курт був сином прусського генерал-лейтенанта Адольфа фон Ольшевського (1828–1907) та його першої дружини Елізабет Флорентин Папендік (1834–1891). Також у прусській армії служили двоє його дядьків: генерал-лейтенант Генріх фон Ольшевський (1823–1918) та генерал-майор Євген фон Ольшевський (1826–1908).

### Військова служба
Ольшевський навчався в реальному училищі, а також навчався в Кадетських корпусах Кульма та Берліна. Потім, 12 квітня 1879 року, зі званням фенриха його було переведено до 4-го прусського баденського піхотного полку «Принц Вільгельм» № 112. У середині жовтня 1880 року Ольшевський отримав звання другого лейтенанта, а з початку жовтня 1885 року служив ад'ютантом і придворним офіцером фузилерського батальйону в Мюлузі. З 16 лютого 1889 року по 11 вересня 1894 року він служив у Морському стрілецькому полку № 34, де став оберлейтенантом, а потім був підвищений до гауптмана як командир роти в піхотному полку «Принц Луї Фердинанд Прусський» № 27 у Гальберштадті. Під час служби там 17 лютого 1896 року Ольшевського було прийнято в почесні кавалери ордена Св. Іоанна.
17 січня 1902 року, після здобуття звання майора, Ольшевського було зараховано до 1-го Лотарингського піхотного полку № 130 у Меці, а в середині травня наступного року став командиром 1-го батальйону Лейб-гренадерського полку «Коніг Фрідріх Вільгельм III» № 8 (1-й Бранденбург) і був переправлений у Франкфурт-на-Одері. 18 серпня 1908 року Ольшевський отримав звання лейтенанта-полковника і 17 грудня 1908 року був відправлений до штабу Нижньорейнського стрілецького полку № 39 в Дюссельдорфі. 18 серпня 1911 року йому було призначено очолювати 4-й полк, а 18 серпня 1911 року – Баденський піхотний полк «Принц Вільгельм» № 112, разом із тим отримавши звання полковника.
На початку Першої світової війни Ольшевський передав полк своєму наступнику, підполковнику Нойбауеру, якого 19 серпня 1914 року було призначено командиром 55-ї піхотної бригади та підвищено до генерал-майора. Разом із 28-ю піхотною дивізією він брав участь в боях у Вогезах і Лотарингії, а також в Аррасі. У середині жовтня 1914 року брав участь в окопній війні у Фландрії. Під час Другої битви при Артуа Ольшевський зміг особливо добре проявити себе у важких боях за Нотр-Дам де Лоретт. Після нагороди обома класами Залізного хреста мусив залишити командування своїм полком через хворобу жовчного міхура. Потім, 24 березня 1916 року, Ольшевського було призначено офіцером армії, а 8 вересня 1916 року нагороджено орденом Червоного Орла II класу з дубовим листям і мечами, а також призначено достойну пенсію.

### Сім'я
7 жовтня 1890 року Ольшевський одружився з Маріанною Меєр (нім. Marianne Meyer) (нар. 1871). Від шлюбу був син Іов Вільгельм Серафим (нім. Job Wilhelm Seraphim) (нар. 1897).